# Elisha Huntington
Elisha Huntington (* 9. April 1795 in Topsfield, Essex County, Massachusetts; † 13. Dezember 1865 in Lowell, Massachusetts) war ein US-amerikanischer Politiker. In den Jahren 1853 und 1854 war er Vizegouverneur des Bundesstaates Massachusetts.

## Leben
Elisha Huntington besuchte bis 1815 das Dartmouth College. Nach einem anschließenden Medizinstudium am Yale College und seiner 1823 erfolgten Zulassung als Arzt begann er in Lowell in diesem Beruf zu arbeiten. Politisch schloss er sich in den 1830er Jahren der Whig Party an. In den Jahren 1838 und 1839 war er Vorsitzender des Stadtrats von Lowell sowie zwischen 1839 und 1859 sechsmal Bürgermeister dieser Stadt. Zwischenzeitlich fungierte er auch als Präsident der Massachusetts Medical Society.
1853 wurde Huntington an der Seite von John H. Clifford zum Vizegouverneur von Massachusetts gewählt. Dieses Amt bekleidete er zwischen 1853 und 1854. Dabei war er Stellvertreter des Gouverneurs. Er starb am 13. Dezember 1865 in Lowell.